# Dekanat Ząbkowice Śląskie-Północ

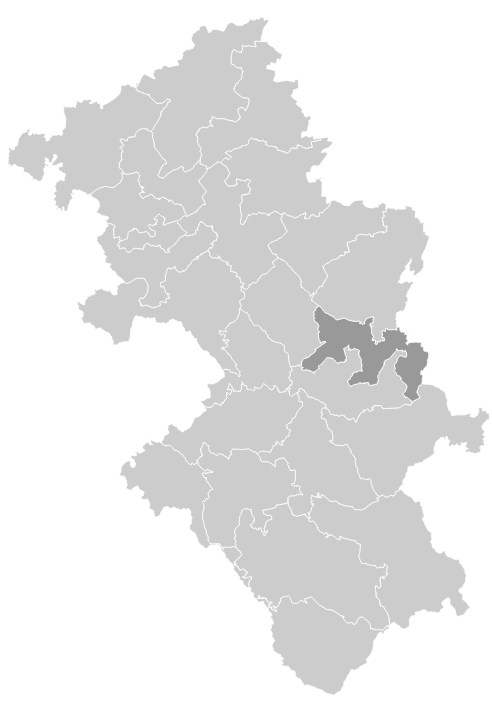
Położenie na mapie diecezji

Dekanat Ząbkowice Śląskie-Północ – jeden z 24 dekanatów w rzymskokatolickiej diecezji świdnickiej. Powstał 1 lipca 2008 na mocy dekretu bp. Ignacego Deca, który podzielił dekanat Ząbkowice Śląskie.
Dekanat znajduje się na terenie województwa dolnośląskiego, w powiecie ząbkowickim oraz częściowo dzierżoniowskim (Owiesno i Kietlice). Jego siedziba ma miejsce w Ząbkowicach Śląskich, w kościele św. Anny.

## Parafie i miejscowości
W skład dekanatu wchodzi 8 parafii:

### parafia św. Floriana i św. Józefa
- Olbrachcice Wielkie → kościół parafialny

### parafia św. Jadwigi
- Kluczowa → filia św. Wincentego Pallottiego
- Koziniec → filia św. Jakuba
- Owiesno → filia Trójcy Przenajśw.
  - Kietlice
- Przedborowa → kościół parafialny
- Różana → filia św. Marii Magdaleny
- Stoszowice

### parafia św. Michała
- Jemna
- Lutomierz → filia NMP Częstochowskiej
  - Lutomierz-Kolonia
- Rudnica → kościół parafialny

- Sieroszów → kościół parafialny
- Stolec → filie Niepokalanego Poczęcia NMP oraz św. Jana Nepomucena

### parafia św. Marii Magdaleny
- Tarnów → kościół parafialny

### parafia Najśw. Serca Pana Jezusa
- Ząbkowice Śląskie → kościół parafialny

### parafia św. Anny
- Ząbkowice Śląskie → kościół parafialny oraz filie Podwyższenie Krzyża Świętego i św. Józefa Oblubieńca NMP

### parafia Świętych Piotra i Pawła
- Bobolice → filia NMP Bolesnej
- Brodziszów → sanktuarium NMP Królowej Polski
- Szklary
  - Rakowice
  - Siodłkowice
- Szklary-Huta
- Zwrócona → kościół parafialny

Powyższy wykaz przedstawia wszystkie miasta, wsie oraz dzielnice miast, przysiółki wsi i osady w dekanacie.